# Stefano della Bella

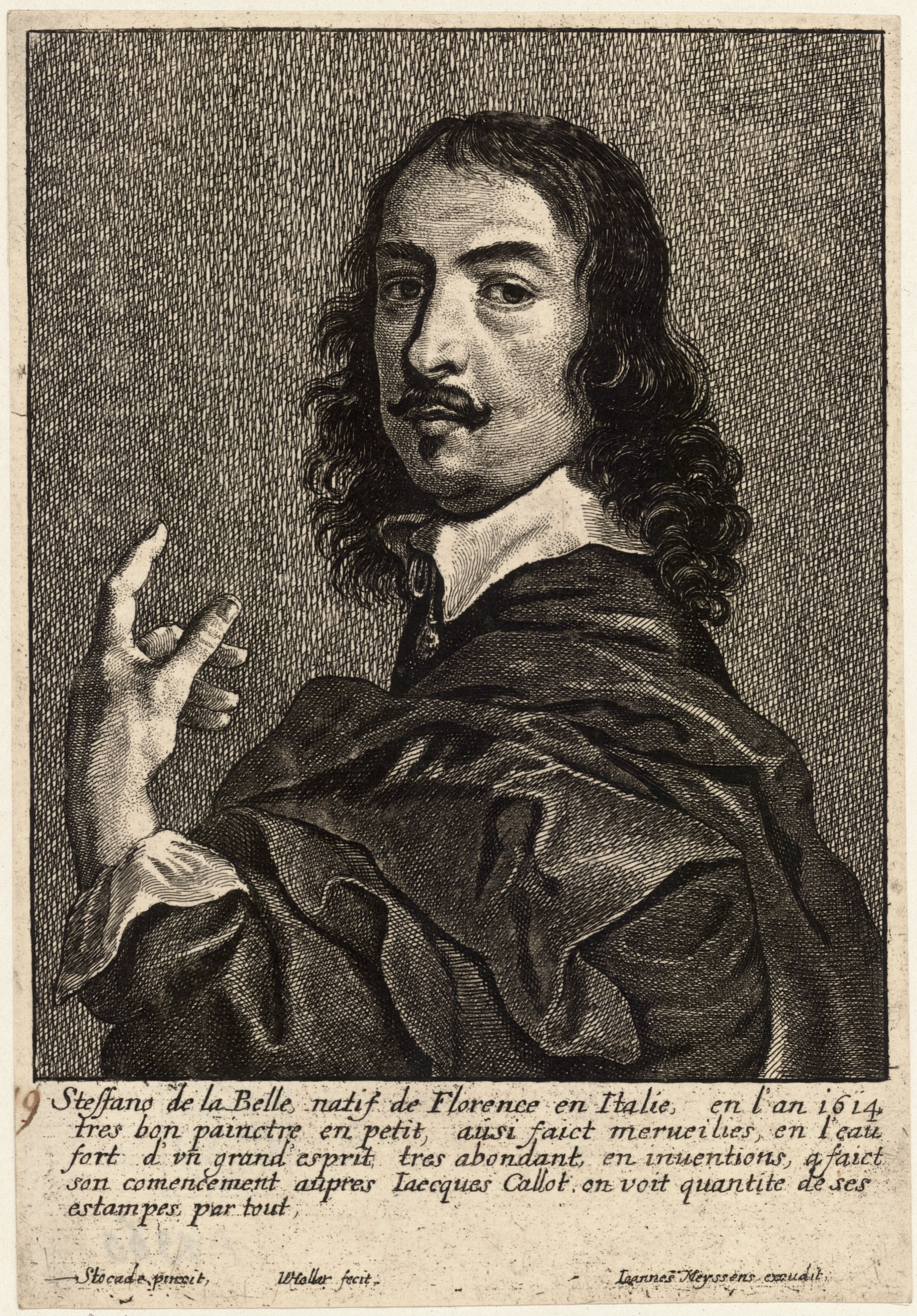
Stefano della Bella.

Stefano della Bella, född 1610 och död 1664, var en italiensk tecknare och kopparstickare.
Bella vistades 1633-39 i Rom, 1639-50 i Paris och därefter åter i Rom. Han hade på sin tid högt anseende för sin med Jacques Callot besläktade teckningstil och sina direkt ur livet hämtade motiv. Bella har utfört mer än 1.050 raderingar, vilka alla förtecknades av Alexandre De Vesme i Le peintre-graveur italien (1906). Bella finns representerad vid bland annat Göteborgs konstmuseum.